# Цивилёв, Сергей Евгеньевич
Серге́й Евге́ньевич Цивилёв (род. 21 сентября 1961, Жданов, Сталинская область, УССР, СССР) — российский государственный и политический деятель, бизнесмен. Министр энергетики Российской Федерации с 14 мая 2024 года. Член Бюро Высшего совета политической партии «Единая Россия».
До назначения на должность министра энергетики Сергей Цивилёв являлся Губернатором Кемеровской области — Кузбасса с 17 сентября 2018 по 14 мая 2024 года (врио 1 апреля — 17 сентября 2018). Из-за вторжения России на Украину находится под международными санкциями стран Евросоюза, США, Великобритании, Украины, Швейцарии и других стран.

## Биография
Родился 21 сентября 1961 года в Жданове (ныне Мариуполь) Сталинской области. Сразу после рождения Сергея семья Цивилёва стала жить в городе Котлас Архангельской области. В 1971 году семья переехала в город Чугуев Харьковской области. Отец, Евгений Семёнович, был заместителем директора по производству на мебельной фабрике. Мать, Дина Васильевна, работала заведующей магазином в том же городе.

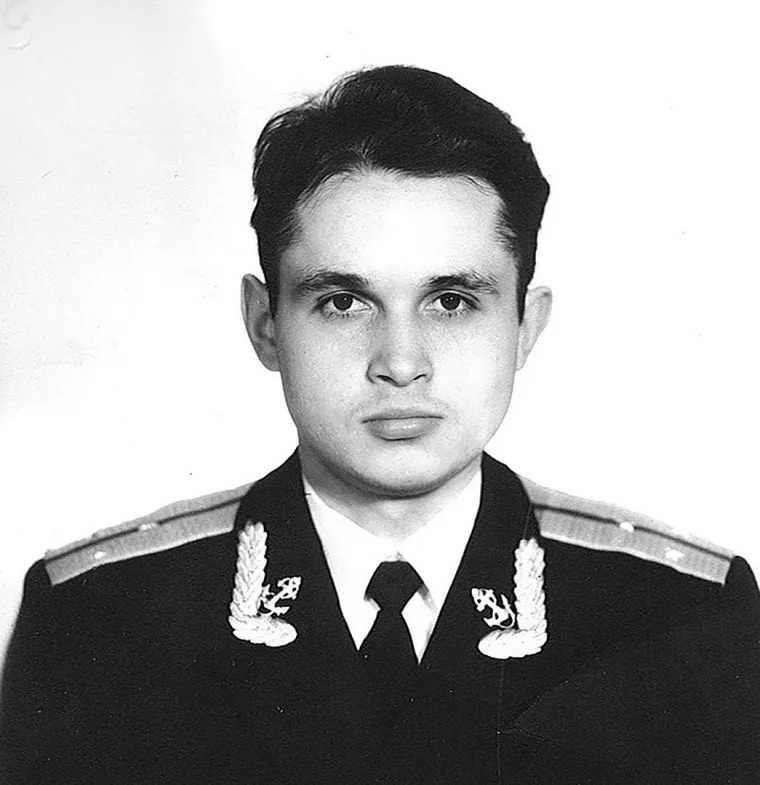
Курсант Черноморского высшего военно-морского училища Сергей Цивилёв

### Образование
В 1983 году окончил Черноморское высшее военно-морское училище имени П. С. Нахимова в Севастополе по специальности «Вооружение кораблей», квалификация — офицер с высшим военно-специальным образованием, инженер-электромеханик. После окончания ЧВВМУ служил на Северном флоте.
В 1999 году окончил Санкт-Петербургский государственный университет экономики и финансов по специальности «Финансы и кредит», квалификация — экономист.

### Трудовая деятельность
До 1994 года проходил военную службу в Вооружённых силах СССР и Российской Федерации на Северном флоте, имеет воинское звание капитана третьего ранга.
В 1995—1996 годах — руководитель службы безопасности в Санкт-Петербургском филиале банка «Аэрофлот».
В 1997—2012 годах возглавлял юридическую компанию «Нортэк» в Петербурге.
В 2007 году выступил соучредителем компании «Ленэкспоинвест», которая должна была строить новый комплекс «Ленэкспо» — там, в частности, ежегодно проходит Петербургский экономический форум. Другим соучредителем «Ленэкспоинвест» был Виктор Хмарин — однокурсник Владимира Путина, занимавшийся вместе с ним боевыми искусствами, и муж двоюродной сестры Путина. Компании Хмарина в те годы были одними из крупнейших поставщиков оборудования для «Газпрома». Ещё одним соучредителем «Ленэкспоинвест» стал бывший глава Ленгорисполкома Владимир Ходырев.
С 2010 года занимался инвестициями в горнодобывающей сфере.
В 2012—2013 годах — заместитель председателя совета директоров ООО «Колмар».
С 2014 года — генеральный директор компании «Колмар» и владелец 70 % её акций (оставшиеся 30 % через Volga Group принадлежат предпринимателю Геннадию Тимченко). ООО «Колмар» — комплекс угледобывающих предприятий, трейдинговых и логистических организаций, образующих единый цикл добычи, обогащения и отгрузки высококачественного угля, который добывают на месторождениях Нерюнгринского района Республики Саха (Якутия).
Со 2 марта 2018 года — заместитель губернатора Кемеровской области по промышленности, транспорту и потребительскому рынку.
25 марта 2018 года в Кемерове произошёл пожар в торгово-развлекательном центре «Зимняя вишня». В результате пожара погибли 60 человек. 27 марта 2018 года кемеровчане вышли на стихийный митинг, на котором потребовали отставки губернатора Кемеровской области Амана Тулеева и администрации города Кемерово, проведения прозрачного расследования и привлечения к ответственности всех виновных. Тулеев на этот митинг не пришёл, однако митинг посетил вице-губернатор Кемеровской области Сергей Цивилёв, который, так же как и Тулеев, обвинил его участников в попытке пиара. В ответ один из участников митинга Игорь Востриков рассказал, что «потерял в пожаре пятерых человек, из них трое дети». Позднее Цивилёв, выступая на том же митинге, попросил у родственников погибших прощения, опустившись перед ними на колени.

### Губернатор Кемеровской области — Кузбасса

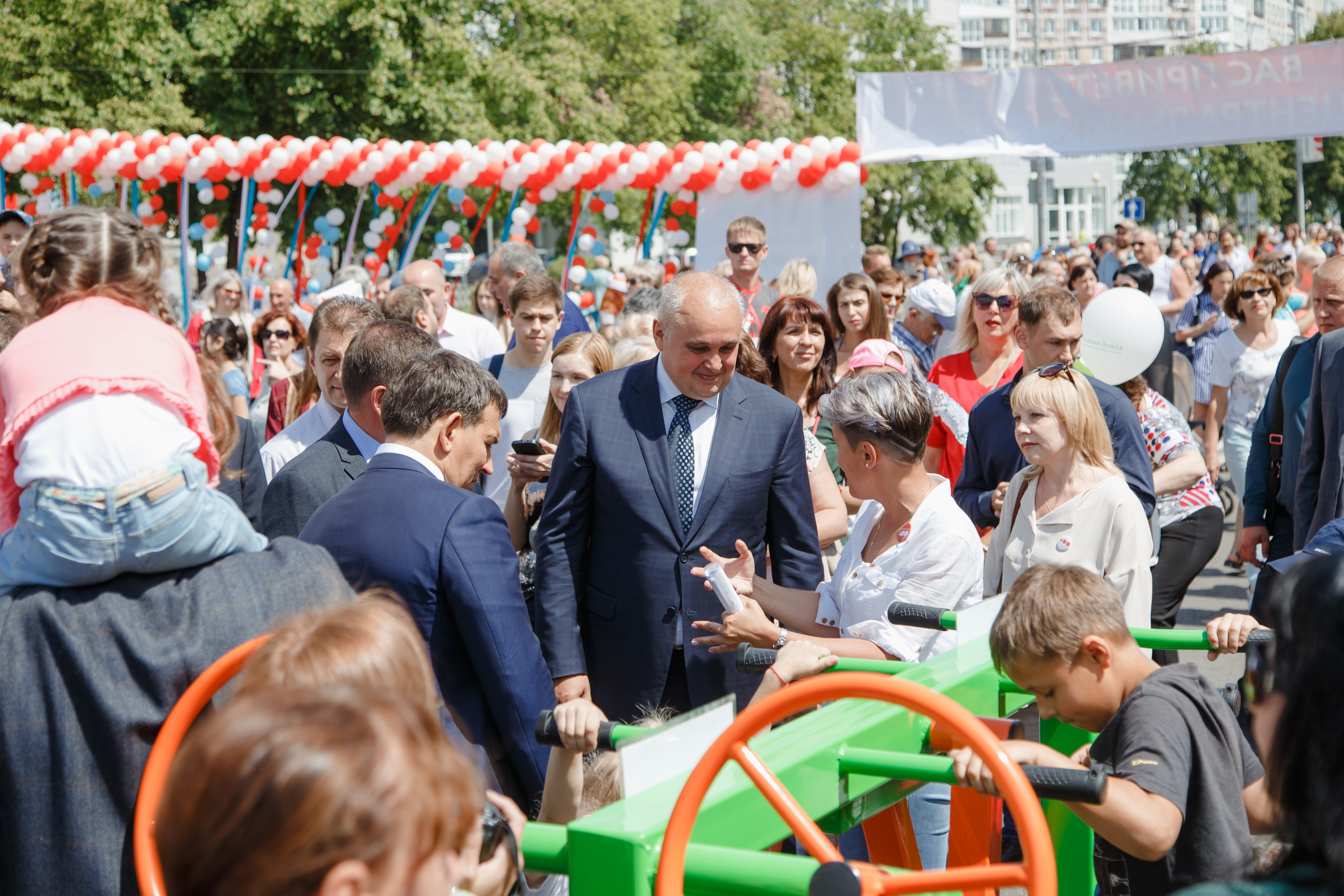
Временно исполняющий обязанности губернатора Кемеровской области Сергей Цивилёв на праздновании 400-летия Новокузнецка

После отставки с должности губернатора Амана Тулеева 1 апреля 2018 года назначен Президентом России Владимиром Путиным временно исполняющим обязанности губернатора Кемеровской области.
В своём первом обращении к жителям региона, Сергей Цивилёв пообещал «наказать всех виновных» в пожаре в ТЦ «Зимняя Вишня», реализовать «все инициативы и решения по развитию региона» и заявил о важности «диалога с людьми» для укрепления благосостояния и безопасности.
5 апреля 2018 года Президент России Владимир Путин встретился с врио главы региона Сергеем Цивилёвым. После встречи с главой государства, 16 апреля, Сергей Цивилёв отправил в отставку действующий состав коллегии администрации Кемеровской области, оставив в должности лишь четырёх своих заместителей с приставкой «исполняющий обязанности».
В середине апреля Сергей Цивилёв первым из кузбасских губернаторов завёл страницу в социальной сети «ВКонтакте». В том же месяце Сергей Цивилёв заявил, что региону необходима своя стратегия социально-экономического развития, и вклад в её разработку должен внести каждый кузбассовец. 6 сентября 2018 года Сергей Цивилёв презентовал Стратегию развития Кемеровской области до 2035 года.
10 мая 2018 года Сергей Цивилёв объявил, что идёт на выборы главы региона от партии «Единая Россия». 20 июня Кемеровское региональное отделение партии «Единая Россия» на XXIX конференции в выдвинуло Сергея Цивилева в качестве кандидата на предстоящие выборы главы области. Зарегистрирован кандидатом в губернаторы Кемеровской области 16 июля 2018 года.
9 сентября 2018 года избран губернатором Кемеровской области на 5 лет, набрав 81,29 % голосов избирателей. Церемония вступления в должность состоялась 17 сентября 2018 года в здании администрации области. Участие в ней принял полномочный представитель Президента Российской Федерации в СФО Сергей Меняйло. «Я уверен, что с такой командой, с такими людьми, которые живут в Кузбассе, и с тем промышленным потенциалом, который есть в Кузбассе, мы станем [регионом] номер один за Уралом», — отметил Цивилев в своей инаугурационной речи.
8 декабря 2018 года, на основании решения, принятого делегатами XVIII съезда политической партии «Единая Россия», введён в состав Высшего совета партии.

29 апреля 2019 года на аппаратном совещании угрожал медсёстрам Анжеро-Судженской горбольницы, устроившим голодовку против массового сокращения медперсонала. Заявив о недопустимости проведения в области «митингов и забастовок», обратился к прокуратуре и полиции с просьбой принять жёсткие меры против участников голодовки.

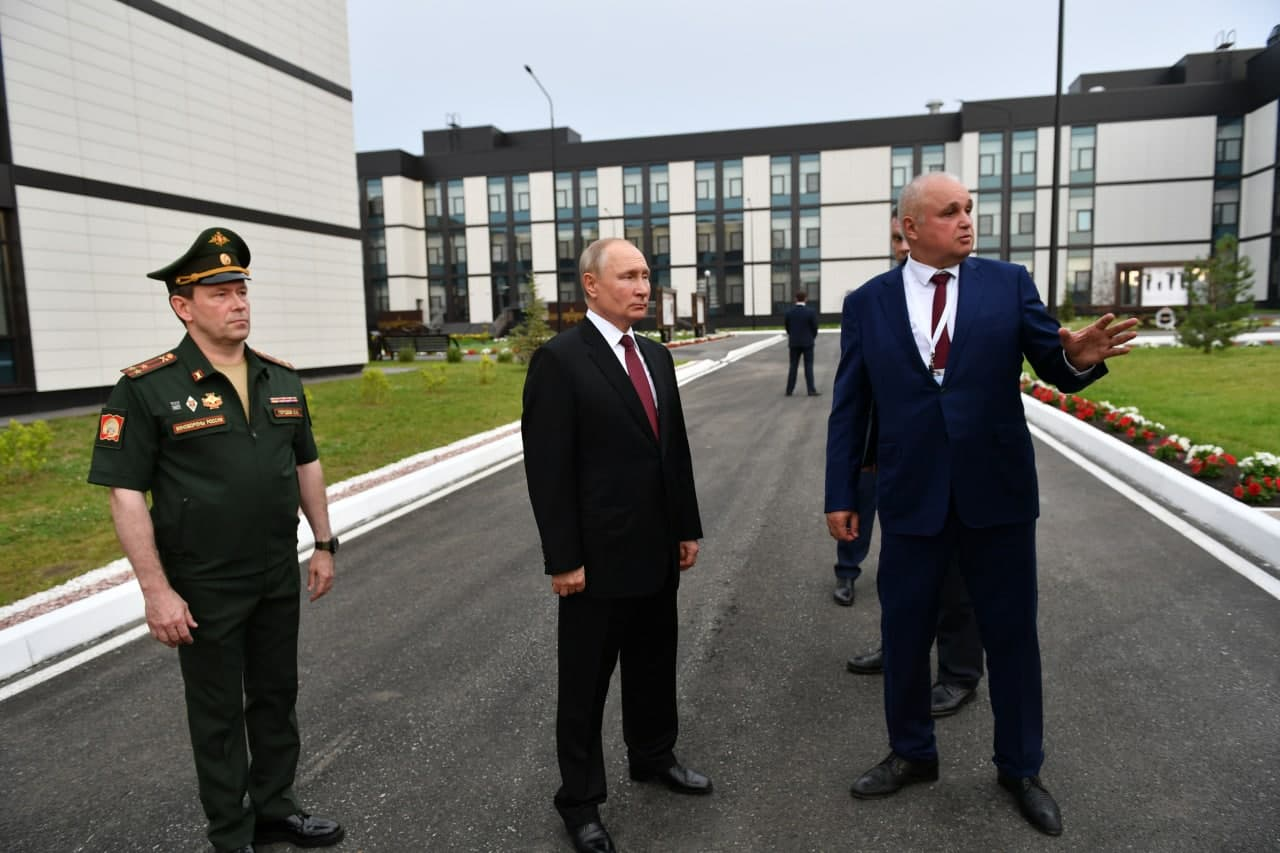
Посещение Кемеровского президентского кадетского училища с Президентом России Владимиром Путиным, 6 июля 2021 года

В конце 2019 года коллегию администрации Кемеровской области преобразовали в Правительство Кемеровской области — Кузбасса. Губернатор одновременно стал председателем правительства.
В декабре 2020 года и в январе 2021 года журнал «Абажур, вид из Кузбасса» опубликовал ряд аудиозаписей, на которых человек с голосом, похожим на голос губернатора обещает «топтать» и «кошмарить» всех, кто выступает против власти. В результате было заведено уголовное дело по статье 272 УК РФ (Неправомерный доступ к компьютерной информации). В связи с этим 20 февраля 2021 года у редактора журнала Романа Куприянова прошёл обыск — бойцы СОБР ворвались к нему в квартиру через балконную дверь. Дело получило широкую огласку в СМИ. Позднее Сергей Цивилёв заявил журналистам, что заявления о взломе своего компьютера не писал.
С 21 декабря 2020 — член президиума Государственного Совета Российской Федерации, руководитель комиссии по направлению «Энергетика».
С 2021 года правительство Кемеровской области — Кузбасса возглавляет первый заместитель губернатора.

В период пандемии работа Сергея Цивилёва по борьбе с коронавирусом отмечалась главой государства как одна из наиболее эффективных, он предложил главам других регионов перенимать опыт Кемеровской области в борьбе с коронавирусом.

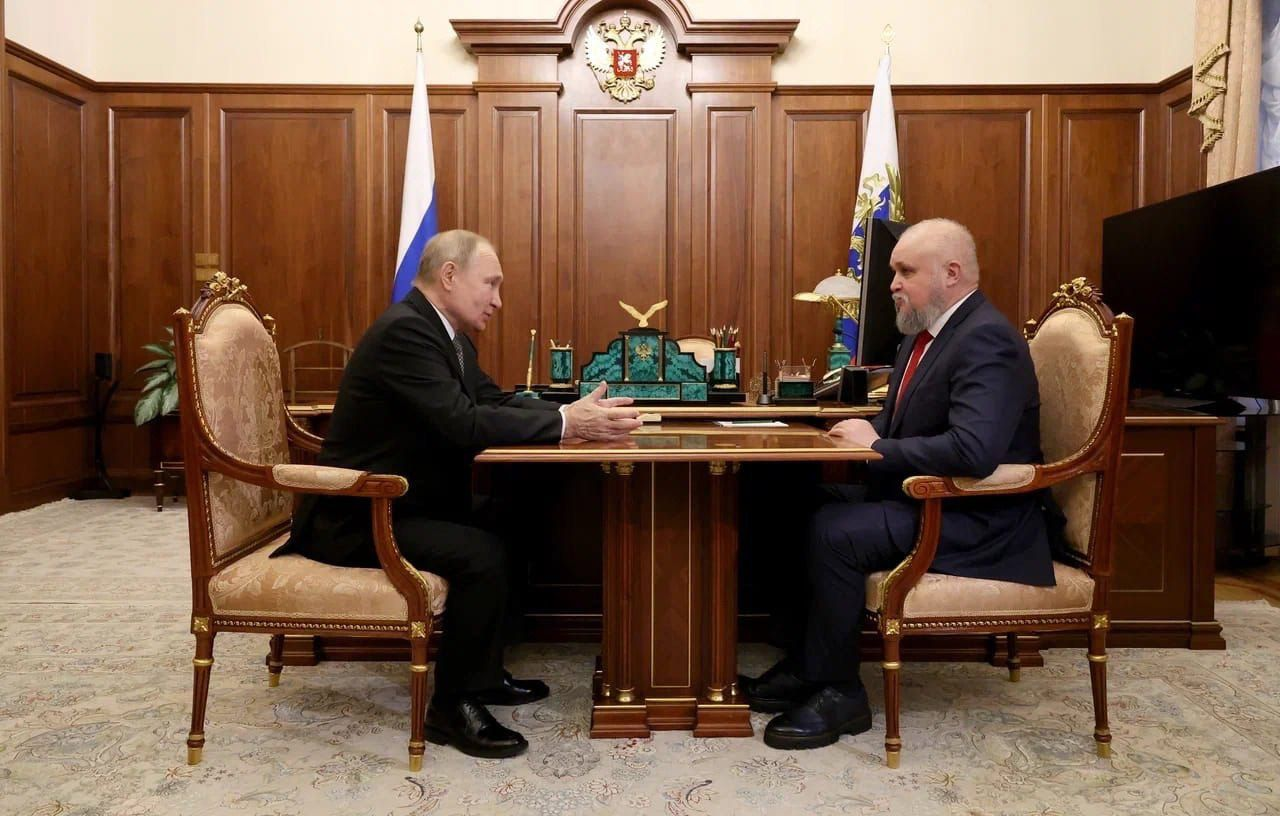
Рабочая встреча с Президентом России Владимиром Путиным. Москва, Кремль, 23 марта 2023 года

1 октября 2021 года на встрече с Владимиром Путиным Сергей Цивилёв предложил повысить численность населения Кемерова и Новокузнецка до миллиона человек за счёт сноса частных домов и строительства новых. При поддержке главы государства, в городе Кемерово началась масштабная реновация Центрального и Заводского районов. На месте снесённого частного сектора и заброшенных построек планируется возведение современных благоустроенных районов с необходимой инфраструктурой.
В марте 2022 года, после российского вторжения на Украину, Сергей Цивилёв объявил, что с 2 марта название региона в официальных материалах правительства будет писаться как «КуZбасс». По словам Цивилева, символ Z — это «знак поддержки наших бойцов», участвующих во вторжении на Украину. В октябре 2022 года Сергей Цивилев запустил региональную программу «трудовой мобилизации», согласно которой студенты средних специальных и высших учебных заведений замещают мобилизованных сотрудников предприятий. На фоне российского нападения на Украину, Сергей Цивилёв лишил региональных наград выступающих против войны пародиста Максима Галкина и российского кикбоксёра Артёма Левина.
27 июня 2023 года на форуме регионального отделения партии «Единая Россия» и партийной конференции по выдвижению кандидата на должность губернатора региона и кандидатов в депутаты законодательного собрания Кузбасса, решением делегатов конференции Сергей Цивилёв выдвинут в качестве кандидата на предстоящие выборы губернатора региона, также он возглавил список кандидатов в депутаты Законодательного собрания Кузбасса. На выборах главы региона 8-10 сентября 2023 года Сергей Цивилёв набрал 85,23 % голосов избирателей. Церемония инаугурации прошла 13 сентября 2023 года в здании Правительства Кузбасса, участие в ней также приняли полномочный представитель президента РФ в Сибирском федеральном округе Анатолий Серышев и министр спорта РФ Олег Матыцин.

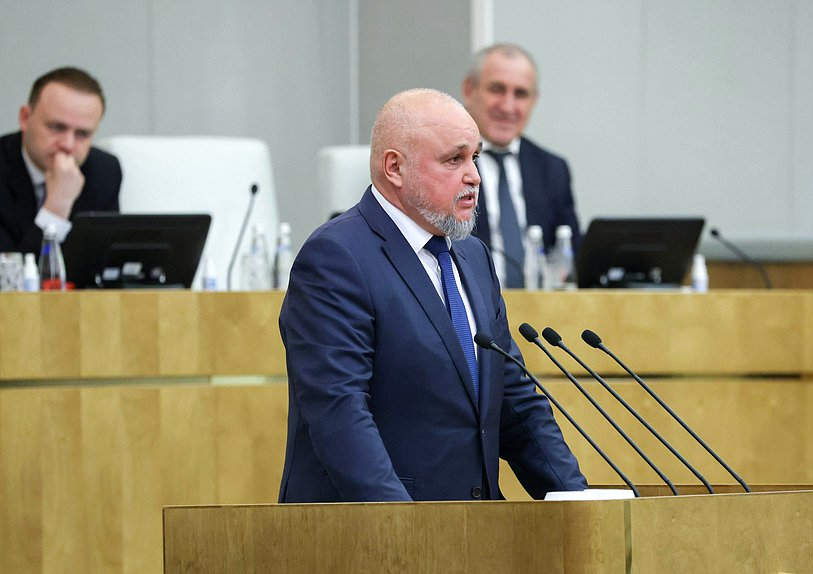
Выступление перед депутатами Государственной Думы кандидата на должность Министра энергетики Российской Федерации Сергея Цивилёва, 14 мая 2024 года

### Министр энергетики РФ
11 мая 2024 года утверждённый Государственной Думой председатель Правительства России Михаил Мишустин выдвинул кандидатуру Сергея Цивилёва на пост Министра энергетики России. Комитет поддержал предложение премьер-министра, и 14 мая депутаты Госдумы утвердили кандидатуру в должности. В тот же день Президент России Владимир Путин подписал указ о назначении Сергея Цивилёва на пост Министра энергетики РФ. 15 мая заместитель Председателя Правительства Александр Новак представил Министра энергетики Сергея Цивилева коллективу Минэнерго. Временно исполняющим обязанности Губернатора Кемеровской области — Кузбасса Владимир Путин назначил председателя правительства региона Илью Середюка.

## Санкции
21 июля 2022 года, на фоне вторжения России на Украину, был включён в санкционные списки стран Евросоюза за «распространение пророссийской пропаганды и дезинформации относительно войны против Украины». Евросоюз отмечает что Цивилёв «открыто оправдывает, защищает и поддерживает российскую агрессию против Украины».
29 июня 2022 года внесён в санкционные списки Великобритании, также под санкции попала супруга Анна Цивилёва.
24 февраля 2023 года Госдепом США Цивилёв включён в санкционный список лиц причастных к «осуществлению российских операций и агрессии в отношении Украины, а также к незаконному управлению оккупированными украинскими территориями в интересах РФ», в частности за «призыв граждан на войну в Украине».
По аналогичным основаниям находится в санкционных списках Новой Зеландии, Украины, Австралии и Швейцарии.
21 февраля 2025 года, из-за российского вторжения в Украину, был включён в санкционный список Канады против лиц, оказывающих содействие российскому вторжению.

## Семья

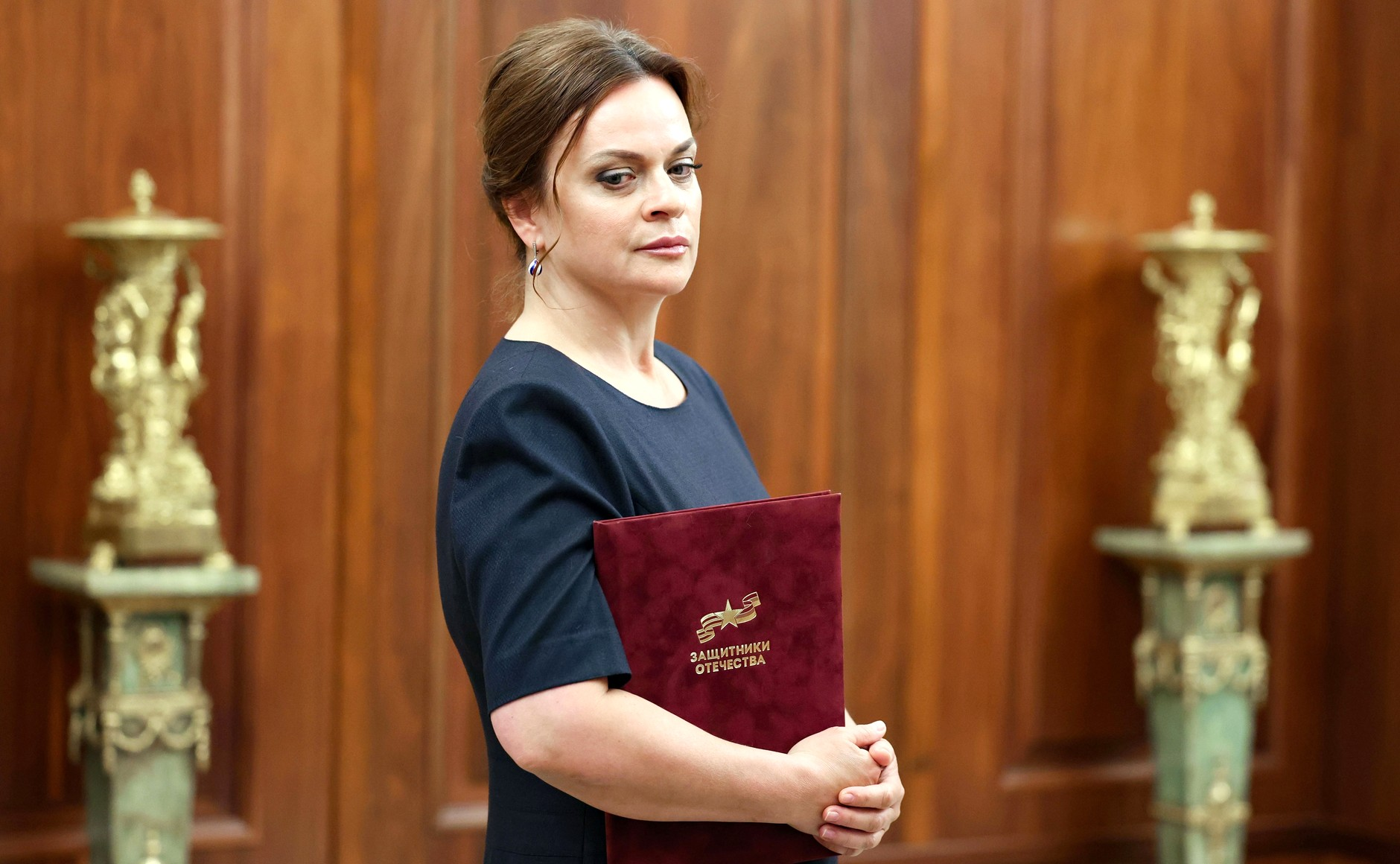
Анна Цивилёва

Брат — Валерий Цивилёв, генеральный директор «Колмар групп».
Жена — Анна Евгеньевна Цивилёва, двоюродная племянница Владимира Путина (по отцу — двоюродному брату Путина), которой в марте 2017 года было продано на символичную сумму 70 % доли в угольной компании ООО «Колмар групп». Награждена мужем медалью «За служение Кузбассу». С 17 июня 2024 года — заместитель Министра обороны Российской Федерации. Почётный гражданин Кемеровской области (2024). До 2 марта 2018 года Сергей и Анна Цивилёвы возглавляли швейцарскую компанию «Kolmar Sales and Logistics». 29 июня 2022 года была включена в британский санкционный список, поскольку «получила значительную выгоду от родства с Путиным В.В.». 18 декабря 2023 попала под санкции стран Евросоюза за «важную роль в агрессивной войне против Украины».
Дети — сыновья Антон и Никита.

## Собственность
Будучи временно исполняющим обязанности губернатора Кемеровской области, Сергей Цивилёв задекларировал нулевой доход, так он не заработал ничего в 2017 году и в первом квартале 2018 года, в собственности у Цивилёва был указан только мотоцикл Spyder BRP Can-Am. В то же время, доход супруги, Анны Цивилевой, составил 12 млн рублей. Кроме того супруга задекларировала три квартиры, два земельных участка, автомобили Меrсеdеs Benz GL 350 CDL 4 Matic, Меrсеdеs Benz S 500 4 Matic, Hyundai Tucson, а также снегоход Yamaha VT 700. В администрации Кемеровской области заявили, что декларация Цивилёва была опубликована с ошибкой. В 2021 году Сергей Цивилёв задекларировал доход в размере 7.1 млн рублей, доход супруги составил 10.985 млн рублей.
По данным журналистских расследований, до прихода Владимира Путина к власти, Анна и Сергей Цивилевы не были богатыми людьми, но в 2012 году друг Владимира Путина Геннадий Тимченко, за символическую цену, продал им угольную компанию «Колмар». После чего, по различным оценкам, компания получила от государства более 11 млрд рублей в качестве финансовой помощи. Согласно данным расследования издания «Агентство», Анна Цивилёва не только владеет крупным угольным бизнесом, но и участвует в управлении регионом «как полноправная хозяйка».

## Награды
- Орден Дружбы (1 октября 2021 года) — за большой вклад в социально-экономическое развитие Кемеровской области — Кузбасса[69]
- Медаль «За вклад в укрепление обороны Российской Федерации» (Минобороны России, 2019)[70]
- Почётный гражданин Кузбасса (4 мая 2024) — за особые заслуги перед Кузбассом, исключительный профессионализм, самоотверженный труд на благо Кузбасса, большой личный вклад в решение масштабных задач по преобразованию региона, повышение качества жизни кузбассовцев, оказание неоценимой помощи участникам специальный военной операции и членам их семей[71][72]